# Pinnula (tecnologia)

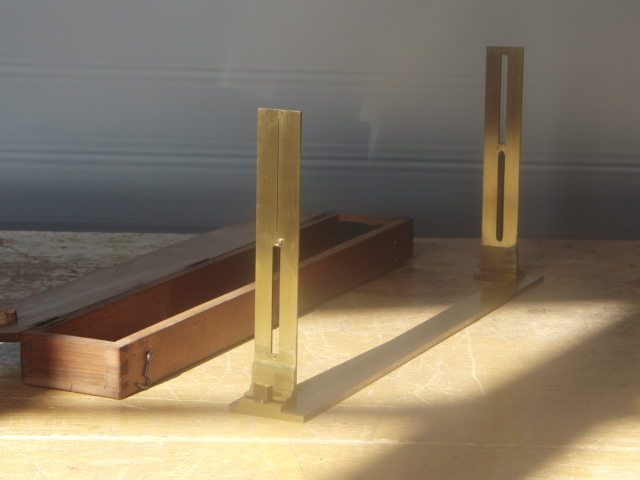
Alidada a pinnule

La pinnula (plurale pinnule) è una piastra solitamente metallica che compone il dispositivo di mira di antichi strumenti di misura e moderne armi.
Negli antichi strumenti utilizzati per il rilavamento, quali diottre e alidada il dispositivo di puntamento era formato solitamente da due pinnule poste agli estremi della riga metallica che costituiva il supporto di base della strumento. Dette pinnule erano disposte perpendicolarmente al piano della riga. Una delle due pinnule, detta oculare, era dotata di una fessura, solitamente verticale, l'altra pinnula, detta obiettivo, era dotata di una apertura rettangolare con un filo centrale posto normalmente alla riga. La fessura verticale della pinnula oculare e il filo della pinnula obiettivo traguardano un piano verticale quando la riga viene posta su un piano orizzontale.
Le pinnule venivano impiegate anche in altri strumenti, quali ad esempio l'ottante, la balestriglia il grafometro e il clisimetro.